# بزرگراه میان‌ایالتی ۱۷

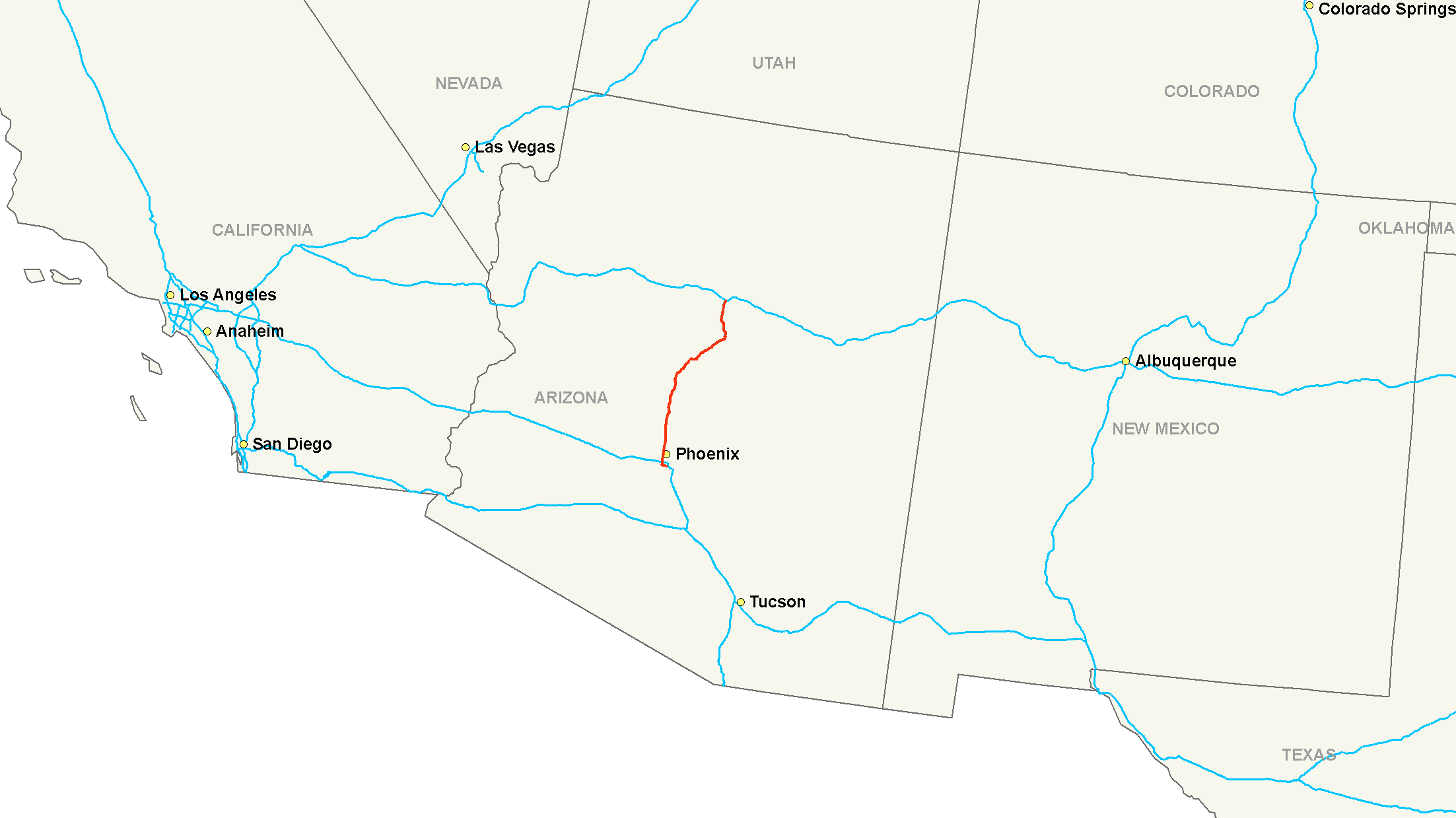
مسیر بزرگراه میان‌ایالتی ۱۷.

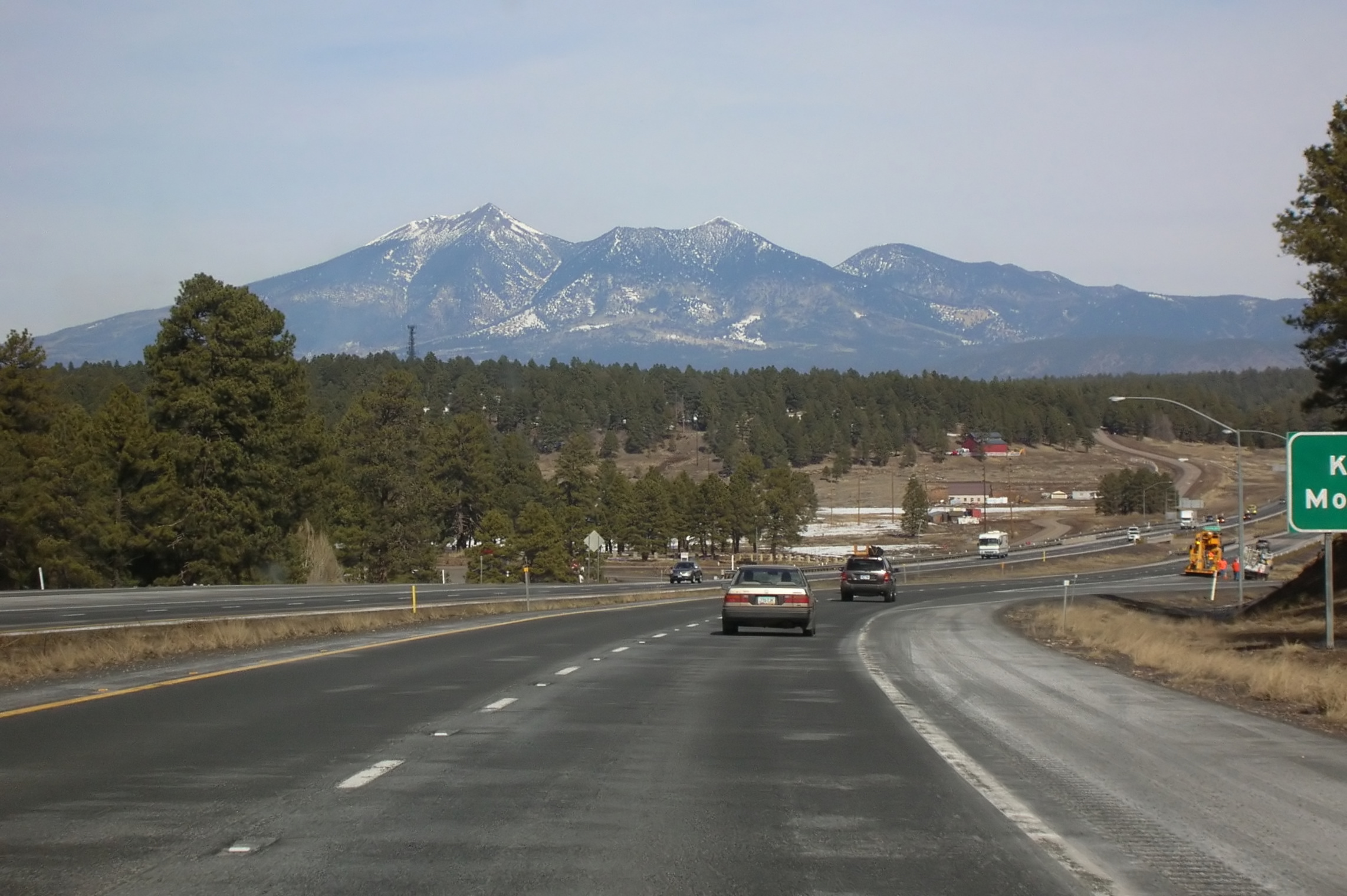
مسیر I-17 در نزدیکی فلگستف.

میان‌ایالتی ۱۷ (به انگلیسی: Interstate 17) مشهور به I-17، نام یک بزرگراه است، و یکی از شاهراه‌های سرتاسری آمریکا است که در مسیر ۲۳۵ کیلومتری خود از شهرهای متعددی گذر می‌کند.